# Elongatomerionoeda filipina
Elongatomerionoeda filipina är en skalbaggsart som beskrevs av Antonio Vives 2009. Elongatomerionoeda filipina ingår i släktet Elongatomerionoeda och familjen långhorningar.
Artens utbredningsområde är Filippinerna. Inga underarter finns listade i Catalogue of Life.